# Veaznîkove, Lenine
Veaznîkove (în ucraineană В'язникове) este un sat în comuna Mariivka din raionul Lenine, Republica Autonomă Crimeea, Ucraina.

## Demografie
Componența lingvistică a localității Veaznîkove
     Rusă (63,08%)
     Tătară crimeeană (27,69%)
     Ucraineană (6,15%)
Conform recensământului din 2001, majoritatea populației localității Veaznîkove era vorbitoare de rusă (63,08%), existând în minoritate și vorbitori de tătară crimeeană (27,69%), ucraineană (6,15%) și găgăuză (3,08%).